# Breiðá
Breiðá er en elv på øen Vágar på Færøerne. Navnet Breiðá kan oversættes til den brede flod. Floden udspringer i Vatnsdalsvatn og flyder ned til Sørvágsfjørður. Elven udgør grænsen mellem bygderne Sørvágur og Bø.
62°04′00″N 7°20′00″V / 62.0667°N 7.3333°V